# Партиен дом
Партийният дом в София е главната сграда, седалището на ЦК на БКП през периода на Народна република България. От септември 2020 до март 2021 г. в нея се помещава Народното събрание. От 1 септември 2023 г. Народното събрание отново се помещава в сградата.
По времето на НРБ във всеки окръжен (по-късно областен) град е имало представителна сграда за съответното регионално ръководство на Българската комунистическа партия, също наричана „Партиен дом“. Терминът се използва и за по-малки градове.

## Разположение
Сградата е разположена в центъра на София, между 3 площада и 2 булеварда, с главен вход на адрес пл. „Княз Александър I“ № 1. Намира се между Министерския съвет и Президентството, с които образува внушителен архитектурен ансамбъл на пл. „Независимост“ (Ларгото).
Най-впечатляващият изглед, с най-високата част и пилона с националния флаг (петолъчка при НРБ), е откъм пл. „Независимост“, където е и входът за зала „София“. Основният вход е откъм паркинга срещу Царския дворец. Входове има също от бул. „Княз Александър Дондуков“, както и от бул. „Цар Освободител“ (пл. „Атанас Буров“).

## Конструкция
Партийният дом е изграден по проект на колектив с ръководител арх. Пецо Златев. Строежът продължава 6 години и окончателно е завършен през 1954 г. Сградата се простира на около 40 000 кв. м застроена площ.
Проектирана е в стил неокласицизъм с подчертано триумфално-тържествен и монументален характер, знаменуващ и величаещ ролята на БКП в управлението на страната. Външната помпозност и представителност са постигнати от строго симетричните фасади и крупните коринтски ордерни форми.
Коридорите ѝ са дълги около 3 километра. На първия етаж има 2 големи зали: „Света София“ (б. „Георги Кирков“) (с 900 места) и Гербова зала (с размери 18 на 11 метра).
Партийният дом е ремонтиран през 1999 г. за сумата от 410 милиона лева. През 2020 г. също е ремонтиран, за да се преместят там пленарните заседания на Народното събрание.

### Екстериор
На върха на Партийния дом, върху пилона, на който днес се вее националният флаг на България, от 1954 до 4 октомври 1990 г. се извисява внушителна червена петолъчка, важен символ на комунистическата идеология. Още през 30-те години на XX век подобна петолъчка е издигната на Московския кремъл.
Днес оригиналната червена Звезда № 1 може да се види в Музея на социалистическото изкуство.
По фасадите присъстват орнаменти с форма на царевични кочани, заради лансираната по време на строежа кампания на Никита Хрушчов за масирано засяване на американски царевични хибриди.

## История
На мястото на сградата са открити останки от три късноантични църкви. Първата е мартирий, разположен на 30 метра пред източната порта на античния град и строен непосредствено след Медиоланския едикт от 313 година, може би като място за поклонение пред мощите на мъченик, загинал в градската арена, също разположена под днешния Партиен дом. След смъртта на император Юлиан през 363 година мартирият е разширен на запад в еднокорабна църква с баптистерий, което може би означава, че тя е използвана като епископска катедрала. Втората църква е разрушена от готите през 378 година и в средата на V век е построена нова църква. От тези сгради е запазен само баптистерият на втората църква, преместен в двора на близкия Археологически музей.
Партийният дом е построен на емблематично място в столицата, в пространството около Царския дворец, използвано като централен градски площад. При строителните дейности в началото на 50-те години са разрушени няколко сгради, пострадали при бомбардировките на София (1943 – 1944) – на съществувалото през 30-те и 40-те години на XX век осигурително дружество „Балканъ“ и на хотел „Юнион палас“.
Непосредствено след завършването на сградата през 1954 година в нея се настанява Министерският съвет. Причина за това е, че по това време Вълко Червенков е напуснал повечето си партийни постове, но остава министър-председател. По-късно сградата е предадена на Централния комитет на БКП.

### Пожар през 1990 г.
През лятото на 1990 г. в Партийния дом се намира клубът на БСП, а площадът наоколо е средище на граждански протести, сред които палатковите лагери Град на истината и на движение „Инициатива за гражданско неподчинение“. При дебатите във Великото народно събрание СДС поставя въпроса за премахване на комунистическите символи, но БСП е против. В Партийния дом пламва пожар в нощта на 26 август 1990 г. след предупреждение на Пламен Станчев, член на „Инициатива за гражданско неподчинение“, че ще се самозапали, ако от пилона не бъде премахната петолъчката, която е символ на чужда държава. Константин Тренчев също предупреждава, че ако петолъчката не бъде свалена, сградата може да бъде щурмувана.
Това действително се случва и около 23:00 ч. сградата изведнъж пламва, като при щурма на тълпата е унищожено и разграбено имущество в 94 помещения. По-късно разследване установява, че нахлуването, палежът и разграбването са извършени „стихийно и неорганизирано от екзалтирани екстремисти“. Изразените съмнения, че сградата е подпалена от сили на БСП, с цел да се унищожат архиви, а щурмът и разграбването са инсценирани от добре подготвени подстрекатели, никога не се доказват.